# Park Merced (San Francisco)
Pour les articles homonymes, voir Merced.
Park Merced est un quartier de la ville de San Francisco en Californie.
Le quartier a été conçu par les architectes urbains Leonard Schultze (en) et Thomas Dolliver Church au début des années 1940. Il se compose de 3 221 résidences occupées par environ 9 000 habitants.